# Il manicomio
La casa dei matti (Casa de locos) o Il manicomio (Manicomio) è una tavola ad olio di Francisco de Goya, realizzata tra il 1812 e il 1819 ed esposta alla Real Academia de Bellas Artes de San Fernando, a Madrid. Il soggetto è un ospedale psichiatrico, coi suoi ospiti ritratti in svariate pose, simboli della follia dell'uomo denudata dai suoi superficiali camuffamenti.
Ispirato da Giovanni Battista Piranesi con le sue architetture claustrofobiche, la sola fonte di luce del dipinto è rappresentata da una finestra collocata in alto all'unica parete visibile, una soluzione volta, per così dire, a soffocare le figure sottostanti, le quali sono costituite da personaggi ben distinti, tutti impegnati in comportamenti grotteschi e caricaturali. Uno di loro indossa quello che sembra essere un gran copricapo piumato, un altro si dimena portando un cappello a tricorno, un altro ancora è dipinto nell'atto di benedire l'osservatore, mentre molti dei personaggi sono nudi o comunque ammantati in laceri cenci.
Nelle mostre d'arte dell'Illuminismo spagnolo le istituzioni di cura psichiatriche costituivano una tematica ricorrente e, così, questo quadro potrebbe essere inteso come una forma di denuncia nei confronti delle pratiche terapeutiche dell'epoca in ambito mentale. Del resto, anche se così non fosse, Goya fu sempre molto attratto dalla rappresentazione della follia, della deformità e della perversione. Ad alcuni dei soggetti rappresentati potrebbe anche essere data una interpretazione allegorica, intendendo in questo modo il quadro come una sorta di galleria parodistica di certe importanti figure della società coeva all'autore, che comunque non si sottrae alla ferrea logica della pazzia (ad esempio, l'uomo col tricorno potrebbe costituire lo scimmiottamento di un ufficiale militare, il folle benedicente quello di un prete). Questo dipinto, inoltre, sviluppa l'argomento del 'mondo dei sogni' ('mundo al revés') ed è difatti collegato alla celebre serie di litografie Los disparates.
Goya aveva già affrontato l'argomento della follia con il suo dipinto Il cortile dei folli del 1793, ma Il manicomio mostra una gran varietà di figure più individualizzate e caratterizzate, senza nessun ricorso ad idealizzazioni di sorta; inoltre, i pazzi non sono più raffigurati principalmente come grotteschi esemplari di uomini, bensì come povere vittime emarginate e reiette da una società incapace di accoglierli.